# Milánská polytechnika
Milánská polytechnika (italsky: Politecnico di Milano) je veřejná technická univerzita v italském Milánu. Jde o největší technickou školu v Itálii. V roce 2023 na ní studovalo téměř 48 tisíc studentů. Založena byla roku 1863, pod názvem Istituto Tecnico Superiore. V dubnu 2012 univerzita oznámila, že počínaje rokem 2014 budou všechny postgraduální kurzy vyučovány pouze v angličtině. Toto rozhodnutí však muselo být revidováno po výnosu Italského nejvyššího soudu, který konstatoval, že italštině nelze na italské škole nikdy přisoudit jen okrajovou roli. Podle žebříčku QS World University Rankings 2024 jde o 123. nejlepší vysokou školu světa (50. v Evropě) a 18. nejlepší technickou školu na světě. Zvlášť vysoko jsou ceněna zdejší studia architektury a designu. K nejznámějším absolventům patří nositel Nobelovy ceny Giulio Natta. K dalším známým absolventům patří řada významných architektů: Renzo Piano, Aldo Rossi, Vittorio Gregotti, Gio Ponti, Giuseppe Terragni nebo Gae Aulentiová. Na škole studoval i spisovatel Carlo Emilio Gadda.